# Theater Fisch&Plastik
Das Theater Fisch&Plastik ist eine experimentelle freie Münchener Theatergruppe, die für ihre ungewöhnlichen Spielorte bekannt ist.
Fisch&Plastik wurde 1993 von Eos Schopohl, verantwortlich für Regie und Produktion, Boris Heczko (Dramaturgie) und der Bühnenbildnerin Lucia Nussbächer gegründet.
Die Aufführungen der Theatergruppe erregen immer wieder Aufsehen im bayerischen Raum.  Die 1996er Produktion Transit Heimat/Gedeckte Tische – eine Reise mit Gorkis Sommergästen im Bahnhof München-Giesing wurde vom Münchner Merkur als „furioses Theater“ und von der Süddeutschen Zeitung als „Theaterfest“ gefeiert und mit der tz-Rose sowie dem AZ-Stern des Jahres ausgezeichnet
Themen des Theaters sind sowohl historische Stoffe, als auch aktuelle gesellschaftliche.